# Fabrizio Pirovano
Fabrizio Pirovano, né le 1er février 1960 à Biassono, en Lombardie, et mort le 12 juin 2016 à Monza, est un pilote moto italien, champion du monde supersport en 1998 sur Suzuki Alstare (5 victoires).

## Biographie
Il meurt le 12 juin 2016 à l'âge de 56 ans d'un cancer du foie,.